# Open Castilla y León 2025
L'Open Castilla y León 2025 è stato un torneo maschile di tennis professionistico. È stata la 39ª edizione del torneo, facente parte della categoria Challenger 75 nell'ambito dell'ATP Challenger Tour 2025, con un montepremi di 91 000 €. Si è giocato dal 21 al 27 luglio 2025 sui campi in cemento del Open Tennis Villa de El Espinar di Segovia, in Spagna.

## Partecipanti

### Teste di serie
| Nazionalità | Giocatore         | Ranking* | Testa di serie |
| ----------- | ----------------- | -------- | -------------- |
| Croazia     | Duje Ajduković    | 177      | 1              |
| Francia     | Hugo Grenier      | 187      | 2              |
| Tunisia     | Aziz Dougaz       | 212      | 3              |
| Francia     | Arthur Bouquier   | 215      | 4              |
| Regno Unito | Johannus Monday   | 227      | 5              |
| Regno Unito | Oliver Crawford   | 234      | 6              |
| Francia     | Clément Chidekh   | 235      | 7              |
| Francia     | Antoine Escoffier | 240      | 8              |

* Ranking al 14 luglio 2025.

### Altri partecipanti
I seguenti giocatori hanno ricevuto una wild card per il tabellone principale:
- Mario González Fernández
- Rafael Jódar
- Iñaki Montes de la Torre

Il seguente giocatore è entrato in tabellone nell'ambito del Next Gen Accelerator Programme:
- Aryan Shah

Il seguente giocatore è entrato in tabellone nell'ambito come alternate:
- Raul Brancaccio

I seguenti giocatori sono passati dalle qualificazioni:
- Robin Catry
- John Echeverria
- Adrià Soriano Barrera
- Abedallah Shelbayh
- Arthur Reymond
- Max Wiskandt

## Punti e montepremi
| Torneo    | Torneo              | V      | F     | SF    | QF    | 2T    | 1T  | Q | Q2  | Q1  |
| Singolare | Punti               | 75     | 44    | 22    | 12    | 6     | 0   | 4 | 2   | 0   |
| Singolare | Premi in denaro (€) | 12 980 | 7 620 | 4 550 | 2 635 | 1 535 | 950 | – | 360 | 185 |
| Doppio    | Punti               | 75     | 44    | 22    | 12    | –     | 0   | – | –   | –   |
| Doppio    | Premi in denaro (€) | 4 250  | 2 450 | 1 480 | 880   | –     | 500 | – | –   | –   |

## Campioni

### Singolare
George Loffhagen ha sconfitto in finale  Nicolás Álvarez Varona con il punteggio di 7–6(4), 6(4)–7, 6–4.

### Doppio
Matías Soto /  Federico Zeballos hanno sconfitto in finale  Arthur Reymond /  Luca Sanchez con il punteggio di 3–6, 7–6(5), [16–14].